# مركز القبة السماوية العلمي
مركز القبة السماوية العلمي هو قسم تابع لمكتبة الإسكندرية في الإسكندرية، مصر. يهدف المركز إلى تعزيز مفهوم المراكز العلمية كأدوات لنشر التعليم.